# Omar Nazar
Omar Nazar (* 1. November 1975) ist ein ehemaliger  afghanischer Fußballspieler.

## Verein
Der Mittelfeldspieler spielte bei Altona 93 in der Oberliga, im Januar 1996 wurde er in die U21-Nationalmannschaft Afghanistans berufen. Nach Stationen beim TuS Dassendorf und beim Landesligisten VfL Lohbrügge wechselte er zum SC Condor Hamburg. Fünf Monate später wechselte er zum HSV Barmbek-Uhlenhorst. Bei diesen Vereinen konnte er sich allerdings nicht durchsetzen, sodass er wieder zurück zur VfL Lohbrügge ging.

## Nationalmannschaft
Nazar spielte 2003 vier Partien für die afghanische A-Nationalmannschaft und gehörte bei der Südasienmeisterschaft zu deren Aufgebot. Beim Auftaktspiel des Turniers, dem ersten Länderspiel der Auswahl seit 1984, am 10. Januar des Jahres gegen Sri Lanka (0:1) kam er zum Einsatz.
Er bestritt alle drei Partien in der Gruppenphase, an deren Ende man jedoch punkt- und torlos aus dem Wettbewerb ausschied.